# El Luchador (Bolívar)
El Luchador es un diario regional de Venezuela con base en Ciudad Bolívar, Estado Bolívar. Presenta un formato tipo tabloide en color que va dirigido esencialmente a los estratos D y E, para 2007 tenía un tiraje diario de 12.000 ejemplares.
En 2005 reaparece el diario El Luchador con la intención de expandirse como diario regional, tiene corresponsal en Caracas, Ciudad Guayana y en Caicara del Orinoco. Presenta un formato de tipo tabloide con 32 páginas. Su director-editor es el Ingeniero Francisco Rosales. 
El 3 de octubre de 2018 el diario deja de circular debido a la falta de insumos en cuanto al problema nacional de papel hacia los periódicos, problemas económicos para seguir operando. A pesar de esto, sigue activo por medio de su sitio web y muestra su edición digital diaria del periódico.

## Historia

### Inicios (1905-1976)
Sus orígenes se remontan al diario El Anunciador fundado en el siglo XIX, por su posición de mantener una línea no muy favorable al gobierno se decidió su cierre por "recomendación" del entonces presidente Joaquín Crespo. 
Comenzó a editarse el 10 de julio de 1905 en los talleres tipográficos La Empresa establecidos por el general Agustín Suegart en 1893, con imprenta de vapor y linotipos que introdujo después en 1911, estando bajo la dirección de Jorge Suegart y Domingo María Navarro en calidad de Redactor. Edmundo Suegart fungía de administrador. Aparece en la escena pública con motiva de cooperar sus propietarios y su redactor en la medida de sus facultades a la obra emprendida el memorable 23 de mayo de 1899 por el actual Jefe del país. Un editorial complaciente con el mandatario, General Cipriano Castro, que había accedido a reabrir El Anunciador, pero con otro nombre: El Luchador.
El número inicial publica en primera plana, además del Editorial, un anuncio grande, ilustrado con grabado, de la Emulsión de Scott. En el resto de sus cuatro páginas a cuatro columnas anchas (7cms) varias notas, entre ellas, un texto completo que se extiende hasta la tercera página, del mensaje presidencial al Congreso de la República.
A los dos años El Luchador inicia una etapa de modernización. Se pone a tono con la nueva tecnología e importa de la fábrica Pronty Printing Press una nueva prensa para gran formato, con la ventaja de mayor rapidez y nitidez. Entonces cambia de logotipo y en la primera página reservada para anuncios comerciales, comienza a meter información y artículos, a partir de la edición 596.
El 3 de mayo de 1909 volverá a sustituir el logotipo de letras cursivas por letras romanas y el 25 de junio del año siguiente ensaya la estenotipia produciendo en casa el primer grabado. En enero de 1911 cambia de formato al salir en tamaño 37x55 cm a cinco columnas e introduce la sección Florilegio Guayanés que incluye dos o tres poemas y una foto del autor. En octubre de ese año llega el primer Linotipo para ser estrenado junto con la llegada de la electricidad generada por máquina de vapor que trabajaba con carbón antracita. Al mes siguiente se suscribe a la Agencia Pumar de noticias. De esta manera se puso a la par de El Universal y El Tiempo, al publicar el mismo día las informaciones internacionales enviadas por vía telegráfica. Toda esta información en primera plana.
La Guerra europea del 14 afectará la salida de El Luchador. El alza del papel de imprenta, los retardos del transporte marítimo y las dificultades en el servicio regular de las correspondencias y libramiento de órdenes y giros mercantiles llevan a la editora a reducir de cuatro a dos las páginas del periódico desde el 15 de diciembre al primero de febrero de 1915. Diez años después, el 18 de julio de 1925 aparecerá la primera caricatura. Firmada por Lag, es una alusión a la previsión cinegética.
El 27 de enero de 1927 El Luchador inaugura nuevos linotipos adquiridos en la fábrica Mergenthaler de Nueva York. Al acto inaugural asiste el gobernador del Estado Bolívar, General Silverio González. A partir de entonces se puede decir que El Luchador nada tiene que envidiarle a los periódicos de la capital en materia de impresión. Su falla siempre consistió en no disponer de un buen equipo de reporteros y abusar del refrito de los periódicos con los cuales se canjeaba a nivel nacional e internacional. Su circulación estaba asegurada por las numerosas suscripciones y por largo tiempo en Guayana no hubo periódico más estable que El Luchador.
Sus titulares nunca fueron abultados, agresivos o sensacionales y carecía del atractivo dinámico de la prensa moderna. Buena parte de los espacios eran cubiertos por extractos o reproducciones de la prensa nacional o extranjera. Pero a partir del 15 de febrero de 1969 y a raíz del fallecimiento de su director Jorge Suegart, El  Luchador rompió con ese esquema y se transformó en tabloide matutino con más de ocho páginas, para competir con El Bolivarense que había reaparecido como diario de la mañana el primero de diciembre de 1958.

### Conflictos (1976-1984)
El fallecimiento de Jorge Suegart, fue un duro golpe para la estabilidad de El Luchador, pues el resto de los hermanos, al carecer de mismo torno al cual siempre giraron con lealtad y solidaridad, se dispersaron dejando prácticamente enervado un patrimonio que era más de los citadinos bolivarense que de ellos mismos.
Ramón Benítez Arroyo primero y Jesús Oxford, después, como director y administrador de toda la empresa que había pasado a un estado de conflicto judicial, hicieron cuanto pudieron por mantenerla en pie, hasta que en 1976 se agudizó el conflicto entre las partes y fue adquirida tanto la editorial como el periódico por el doctor Ramón Castro Mata, quien reubicó la empresa editora en un extremo de la antigua calle El Porvenir y le dio un vuelco a la dinámica del diario, incorporando nuevos equipos, entre ellos una máquina rotativa Offset Goss y periodistas calificados. En manos de su nuevo editor, quien lo rescató de un momento crucial, El Luchador pasó por la dirección de los periodistas Andrés Bello Bilancieri, Ramón Aray Lefebres y Luis Lira Puerta. En 1980 volvió a ser periódico estándar y al año siguiente fue vendido al Grupo Barranco de Barquisimeto por 3 millones 100 mil bolívares.
El "Grupo Barranco" lo presidía el licenciado Víctor M. Barranco Castillo. Al mismo pertenecían también los periódicos “El Larense" y "Pronto", de Barquisimeto; "Comercio", de Acarigua; "Pronto", de Barinas y "Pronto", de Falcón. "El Luchador" venía a ser el periódico número seis de una cadena de doce que según informaciones el Grupo Barranco aspiraba a tener en Venezuela.
El diario "El Luchador" publicó una nota muy escueta en primera página sobre su traspaso a otras manos y decía que su nuevo director era Honorio Sequera y Alirio Gutiérrez, su gerente general. El gerente anterior había sido Pedro Umselm, quien hacía un mes había renunciado a la administración de "El Bolivarense".
En noviembre de 1984, siendo su director Jorge Romero, y ya en el umbral de sus ochenta años, El Luchador cayó vencido tras una cadena de embargos que había comenzado tres meses antes. Para entonces, la editora había quedado prácticamente desmantelada. Máquinas y equipos de valor fueron sacados del taller de impresión y puestos por los jueces en manos de depositarios legales. Unos treinta trabajadores gráficos, obreros oficinistas, fotógrafos y periodistas, quedaron en la calle y fueron los últimos en demandar. Los últimos, por ser ellos lo más interesados en que esta fuente de trabajo no cesara y, fundamentalmente, por lo que el periódico representaba para la tradición periodística y cultura bolivarense. La empresa venía confrontando problemas económicos de variada naturaleza hasta que al borde de la quiebra, el fisco inició acciones judiciales a las cuales se sumaron el Banco de Fomento Regional Guayana, Mercantil Chiz Hermanos & Sucesores C.A. y otros, llevándose parte mayor de los bienes y dejando como dijo el doctor Ramón Córdova Ascanio, abogado de la parte laboral, en “doloroso desmantelamiento a esta empresa que no ofrece vestigios de revivir, pese a la muy buena voluntad y comprensión de los laborantes”. Pero, revivió al cabo de dos decenios cuando dos jóvenes empresarios guayaneses, uno de Moitaco y otro de Ciudad Bolívar, acordaron comprar el nombre al Grupo Barranco.

### Reaparición (2005-2018)
El 16 de noviembre de 2005 apareció nuevamente El Luchador en formato tabloide a full color, pero en manos de Simeón García en calidad de Presidente, el Licenciado Víctor Casado como editor-director, Celestino Adames Pérez como Jefe de Redacción y Ana María Mendoza, Jefe de Información, con el editorial “Reaparecemos”, explicando que “de lo que se trata ahora es de retomar la lucha con nuevos bríos y esperanzas. Esta vez el proyecto ensamblado de tal forma que es para siempre…”  Simeón García era en ese momento Presidente del entonces existente servicio electrifico del estado, ELEBOL, y Víctor Casado su Presidente Ejecutivo.
El corte de cinta inaugural del relanzamiento del periódico estuvo a cargo del gobernador Francisco Rangel Gómez. El periódico inició su nueva atapa en nueva sede: el edificio Terrizzi de la avenida Germania, a 100 metros de la Fuente Luminosa que igualmente comenzó a servir de sede a las emisoras Onda 103.5 FM y Angostura 1.100 AM que casi simultáneamente adquirieron los mismos compradores de “El Luchador”. Al año siguiente, domingo 26 de febrero de 2006, El Luchador llegó a su edición No, 100 dedicada a “La ciudad Bolívar que queremos” y reafirmando su compromiso con la verdad.
En los años subsiguientes la titularidad de las acciones que conforman la propiedad de la editora El Luchador C.A., cambió progresivamente a manos de otros empresarios conocidos de la comunidad bolivarense: Braulio Merino, Ildemaro Guzmán y Giorgio Migliacci, habiendo sido directores del periódico Braulio Merino y en este momento Francisco Rosales, con la Jefatura de Redacción ejercida por profesionales del periodismo como han sido Humberto Escobar, Peggy López, Pedro Márquez, Marsha Lee González, David Jojoa, e Irama Gil quien la desempeña hoy día secundada por José Alejandro Ramírez y Rosanna Moya, contando con la asesoría estratégica comunicacional de Alberto Hernández Moya. En este período, una vez más cambió la imagen corporativa de El Luchador: el 10 de julio de 2013 dejó atrás el logotipo en letras góticas color rojo y comenzó a identificarse con las actuales letras en color naranja.
En 111 años de vida, el diario El Luchador ha sorteado duras circunstancias a las cuales ha sobrevivido y como ave Fénix ha renacido victorioso de todas ellas. Tal es la situación que hoy enfrenta, pero en este caso por razones que son de carácter nacional y aquejan por igual a todos los medios impresos. La falta de insumos, en particular papel y planchas, obligó a los directivos a reducir paginación y colorido como opción para seguir circulando, siendo así que el periódico está minimizado a 16 páginas, de las cuales solo 4 son a color. Sin embargo el respeto al lector caracterizado por el profesionalismo que da calidad y veracidad al contenido, la objetividad y ecuanimidad en las informaciones,  la nitidez de las imágenes, siguen siendo cualidades que marcan diferencia en el público lector y respaldan el eslogan en el cual se afinca este centenario medio de comunicación social: “Tradición de calidad”.
En 2006 y 2016 obtuvo el Premio Regional Andrés Roderick y Municipal Heres (Ciudad Bolívar) de Periodismo del Estado Bolívar.

### Salida de circulación (2018)
El 3 de octubre de 2018 el diario deja de circular tras la decisión del director del diario, Alberto Hernández, por la falta de bobinas de papel, problema nacional que afecta los periódicos, y por la casi inexistente publicidad y encarecimiento del mismo que le permite seguir operando. A pesar de esto, se mantiene reportando en la ciudad, y se puede observar sus noticias en formato digital por su sitio web. Este periódico redujo significativamente su tiraje, además de las páginas hasta que llegó a 8 páginas. Sin embargo, pese a los ajustes ya no le es posible sostener el impreso.
Este hecho se presenta a la par que un mes antes, el 31 de agosto del mismo año, deja de circular su competidora de larga trayectoria El Expreso hasta nuevo aviso, quien venía sufriendo la misma situación, y que en más de una ocasión tuvo cerrar.

## Editorial
El Luchador de los hermanos Suegart era de perfil conservador, un vespertino que aceptaba toda clase de colaboración, excepto las que de algún modo lesionaran los intereses de la religión, del gobierno de turno o de algún sector o individualidad influyente de la ciudad. Por esa línea general de acción no estuvo sometido a las vicisitudes políticas de las épocas de facto, pues la experiencia de El Anunciador resultó aleccionadora.